# سیارک ۱۵۶۸
سیارک ۱۵۶۸ (به انگلیسی: 1568 Aisleen، نامگذاری:1946QB) هزار و پانصد و شصت و هشتمین سیارک کشف شده‌است که در ۲۱ اوت ۱۹۴۶ کشف شد.
قدر مطلق سیارک برابر ۱۲٫۱۰ است.